# Viellenave-d'Arthez
Viellenave-d'Arthez è un comune francese di 175 abitanti situato nel dipartimento dei Pirenei Atlantici nella regione della Nuova Aquitania.

## Società

### Evoluzione demografica
Abitanti censiti